# امیلو هریس
امیلو هریس (به انگلیسی: Emmylou Harris) (زادهٔ ۲ آوریل ۱۹۴۷) خواننده و ترانه‌سرای آمریکایی است. سبک او ترکیبی از کانتری، راک، فولک و پاپ دانسته می‌شود. هریس در طول بیش از چهار دهه فعالیت هنری بیش از ۲۶ آلبوم استودیویی منتشر کرده و با هنرمندانی چون دالی پارتن، لیندا رانستد، مارک نافلر و ویلی نلسون همکاری نموده است.
امیلو هریس تاکنون چندین بار برنده جایزه گرمی شده است که از میان آن‌ها می‌توان به جایزه بهترین آلبوم سال برای همکاری در موسیقی متن فیلم ای برادر، کجایی؟ (۲۰۰۰) اشاره کرد. انجمن موسیقی کانتری در سال ۲۰۰۸ هریس را به عضویت تالار مشاهیر موسیقی کانتری درآورد.